# ウォルト・ディズニー
ウォルト・ディズニー（Walt Disney、1901年12月5日 -1966年12月15日 ）は、アメリカ合衆国・イリノイ州シカゴに生まれたアニメーション作家、アニメーター、プロデューサー、映画監督、脚本家、漫画家、声優、実業家、エンターテイナー。

ウォルト・ディズニーのサイン

世界的に有名なアニメーションキャラクター「ミッキーマウス」をはじめとするキャラクターの生みの親で、『ディズニーリゾート』の創立者である。兄のロイ・O・ディズニーと共同で設立したウォルト・ディズニー・カンパニーは数々の倒産、失敗を繰り返すも、350億ドル以上の収入を持つ国際的な大企業に発展した。
本名はウォルター・イライアス・ディズニー（Walter Elias Disney）。一族はアイルランドからの移民であり、姓の「ディズニー」（Disney）は元々「d'Isigny」と綴られ、フランスのノルマンディー地方のカルヴァドス県のイジニー＝シュル＝メールから11世紀にイギリスやアイルランドに渡来したノルマン人の末裔であることに由来し、後に英語風に直され「ディズニー」となった。「イライアス」は父名。

## 生涯

### 生い立ち
ユニオン・パシフィック鉄道の鉄道員でカナダ生まれのイライアス・ディズニーと、ドイツ人とイギリス人の血を引くフローラ・コールの4番目の子としてシカゴで生まれた。父イライアスは元々カリフォルニア州で金鉱を探して暮らしていたが、妻のフローラのために定職を求めてカンザスやフロリダ州に移り、後に仕事の関係でイリノイ州シカゴへと移住していた。しかしウォルトが幼い時に一家は叔父のロバート・ディズニーの住むミズーリ州マーセリーンへ更に引っ越して農業を始めたので、結局の所はミズーリ州で少年期を過ごす事になった。
しかし、父親のイライアスはこの地においても農業に失敗して、数年後に家族を連れて同地を去った。イライアスとフローラは息子4人と娘1人を儲けたが、父親のイライアスは子供達に対して愛情に欠けた厳格な態度で接しており、ウォルトとロイが1920年代に成功をおさめても、彼らに対して冷やかな態度は変わらなかった為、ディズニー親子は長年距離を置いて交流はしなかった。イライアスはリタイアするまで転職を重ねたが、結局結婚する前に金鉱で働いて小金を得た以外は、どの仕事に就いても成功出来ず、妻のフローラに苦労を掛け、1930年代後半にウォルトやロイが破格の成功をおさめた後に、彼らが両親を呼び寄せロサンゼルスに豪邸をプレゼントするまでは貧しい生活を送っていた。
ディズニー一家の畑の近くにはサンタ・フェ・パシフィック鉄道が走っており、その鉄道の走る音が好きだった。アルバイトで、鉄道構内で新聞やポップコーンを売る仕事をしていたこともある。後に持ったウォルト自身の家では、8分の1スケールのミニチュア鉄道を庭に走らせていたが、そのミニチュアの汽車に乗って遊ぶのがウォルトの一番の趣味だった。
少年時代から絵を描くことやアートそのものに大変興味があり、7歳の時には自分の描いた小さなスケッチを近所の人たちに売っていたこともあった。学校では勉強をしながらも、動物や自然などの様々な絵を描いていた。

### 青年期
父のイライアスがシカゴで工場経営に加わり、再び一家はシカゴに舞い戻る事になった。青年期を迎えていたウォルトも地元のマッキンリー高校に通いながら、当時無名であったアカデミー・オブ・ファインアーツ専門学校夜間部のコースで絵を学ぶ生活を送っていた。同時に、カンザスの新聞社で新聞配達のアルバイトを始め、朝4:30に起床して配達に行き、放課後に再度配達をするというハードな働き方をしていた。そのためか、学校では居眠りをしたり、悪い成績をとることがたびたびあった。しかし、父からは職業を絵描きになる事を猛烈に反対されていた。
学校では学級新聞の漫画欄を担当してその才能の片鱗を見せていたが、その内容は愛国主義に沿った内容だった。当時、不安定な国際情勢の中でアメリカでも愛国心が国民の間で高まっていた。
サラエボ事件を切っ掛けに第一次世界大戦が勃発、アメリカが未曾有の大戦争に参戦すると、愛国心に駆られたウォルトは高校と美術学校を退学し、陸軍に志願した（兄のロイも同様に志願して兵士となっている）。実はこの時ウォルトは16歳であり、軍に志願するには年齢が1歳足らなかったが、受付の列に並んでいる途中でこっそりとペンで生年月日を書き換えて誤魔化した。しかし兄と違い若年であったために軍に説得され、兵士としての勤務の代わりに、赤十字社の衛生兵として負傷した兵士の治療や輸送に従事した。同じ衛生隊にはマクドナルドの創業者として知られるレイ・クロックも居た。大戦終結時、廃墟となったフランスに居たウォルトは、一年振りに故郷のアメリカに帰国した。

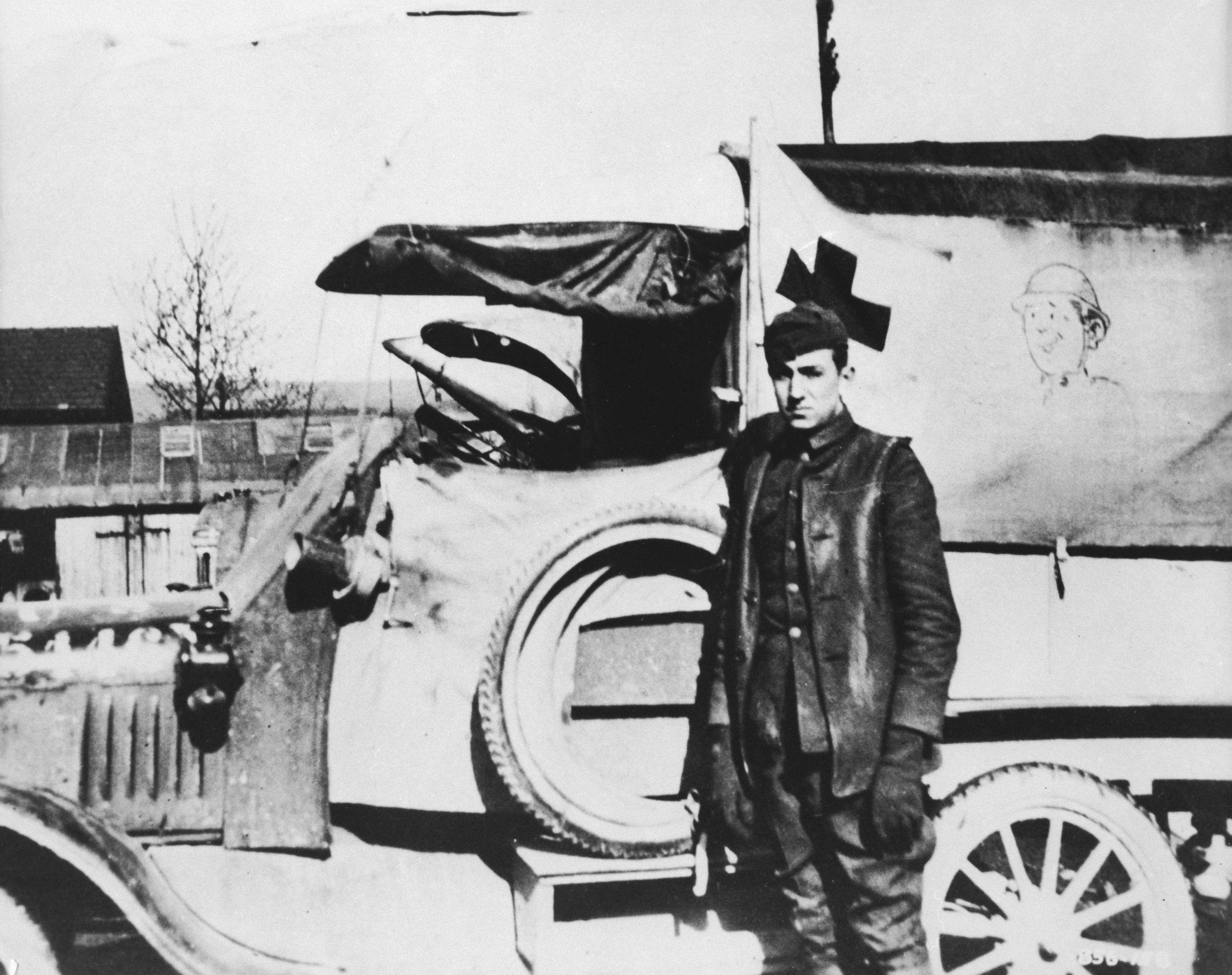
1919年、従軍中のウォルト

帰国後、父の経営する工場以外で仕事を見つける事を望んだウォルトは家を出て、単身カンザスシティーへ戻った。漫画家としての活躍を目指したウォルトは、取りあえず新聞で漫画を書く仕事を請け負った。だが当時は一介の新人に過ぎないウォルトへの仕事の依頼は多くはなく、成功どころか日々の生活にも困る苦しい時代を過ごしていた。見かねた兄のロイ（地元銀行の職員として働いていた）が知人に頼み、ペスマン＝ルービン・コマーシャル・アート・スタジオでの広告デザインの仕事をウォルトに紹介した。ウォルトはここで生涯の友人となるアブ・アイワークスと知り合った。アイワークスとウォルトは翌年にアート・スタジオから契約更新を打ち切られて失業すると、二人で新しい創作活動を始める計画を立てた。

### アニメーターへの転身
1920年1月、ウォルトとアイワークスはデザイン会社「ウォルト・アイワークス・カンパニー」を創立して共同経営者となった。だが、設立早々にウォルトはアイワークスを置いてカンザスフィルム社にアニメーターとして雇用されてしまったので、会社は長続きしなかった。初めは生活の為に雇われたウォルトだったが、短編アニメの作画を担当する中でアニメーターとしての資質に目覚めていき、漫画からアニメへと興味が移っていった。社員としての仕事の傍らで、映像制作の為の機材を借り入れてアニメーション制作に没頭、それまでの切り抜き手法からセルアニメに高い可能性がある事を確信した。
1921年6月28日、独立して個人事務所Laugh-O-Gram Studioを設立したウォルトは、フリーランスの製作者として仕事を募集、カンザスシティーの事業家フランク・L・ニューマンからの出資で初のオリジナルアニメ作品『ニューマン劇場のお笑い漫画』を制作した。質の高い娯楽作品は良い評価を得て、ウォルトの元にはアニメ制作の仕事が順調に舞い込む様になった。個人製作では事業の拡大に追いつかないと判断したウォルトは個人事務所からアニメ制作会社へと会社を拡張するべく、アブ・アイワークスを初め、ヒュー・ハーマンや、ルドルフ・アイジング、カーマン・マックスウェルなどの数人のアニメーター仲間を呼び寄せた。弱冠20歳のウォルトにとってこのLaugh-O-Gram Studio社は最初の成功となったが、制作に没頭する余りに資金のやり繰りが乱雑になり、最終的にスタジオは倒産してしまった。これはウォルトに経営面のサポート役を立てる事の必要性を痛感させた。倒産後の整理を終えたウォルトは再起を図って映画産業の本場ハリウッドへと移住した。

### ディズニー社設立

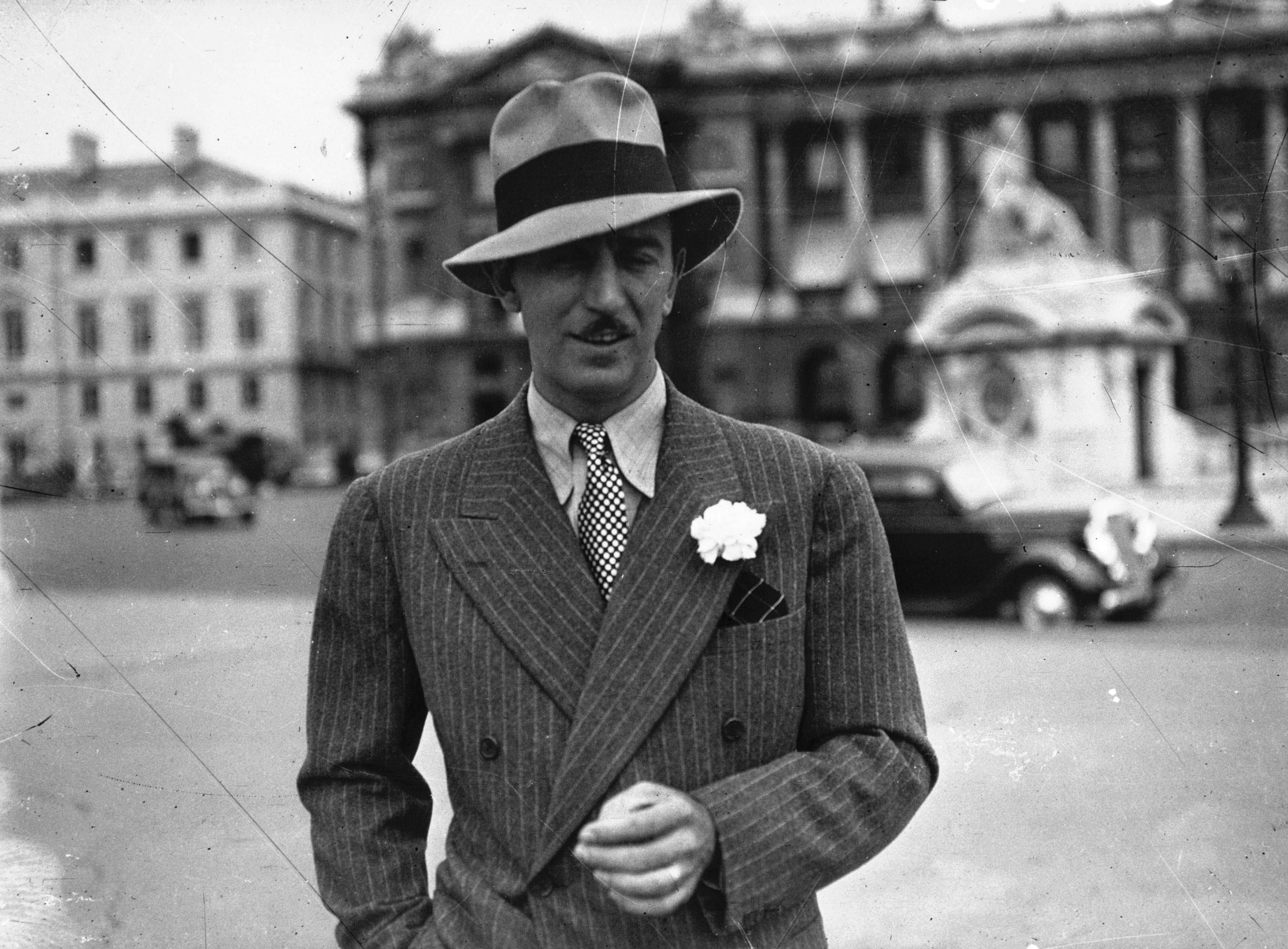
ウォルト・ディズニー（1935年）

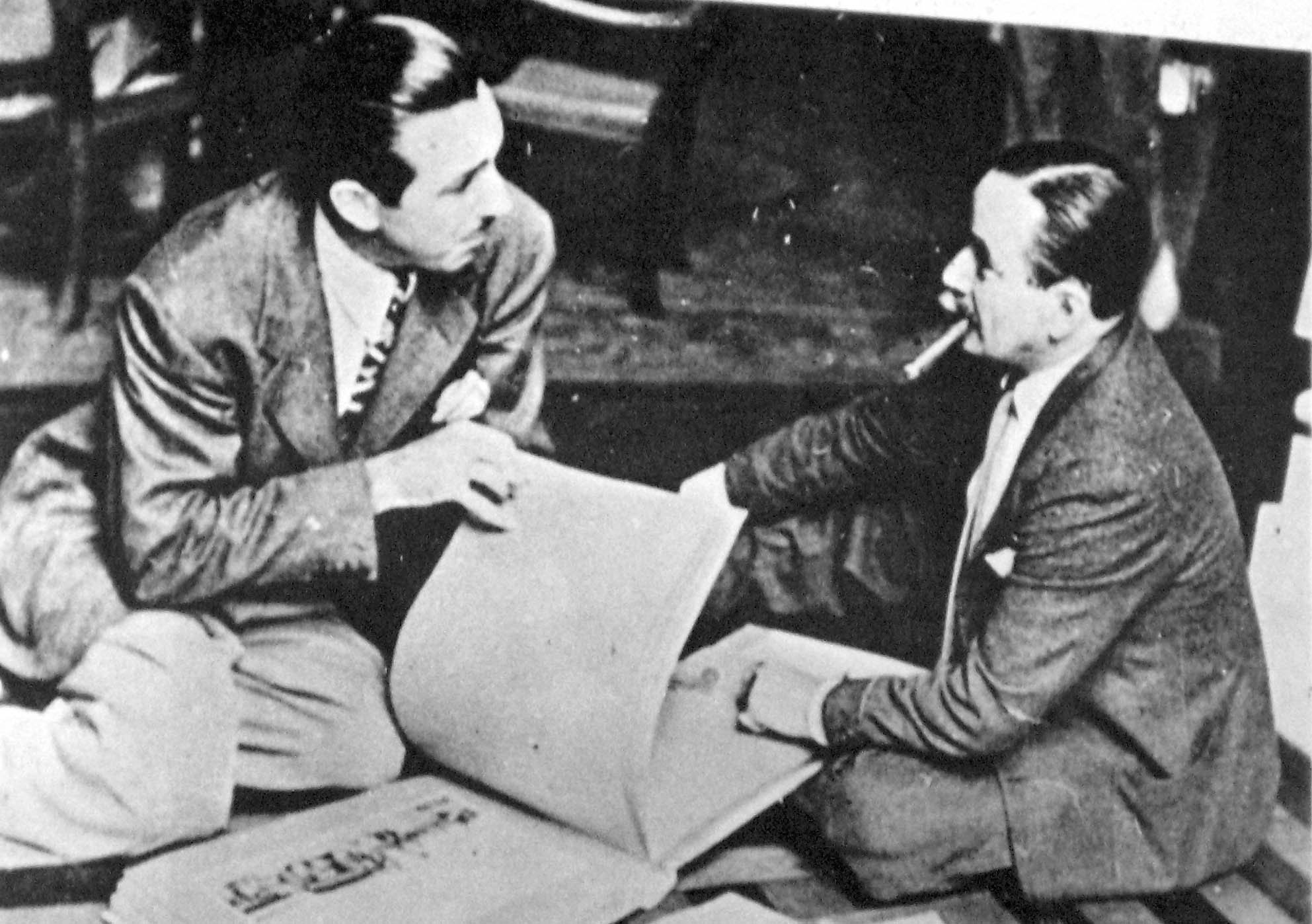
モリナ・カンポスとウォルト（1941年）

ハリウッドでは兄のロイ・ディズニーと共にカンザス時代に一本だけ制作した「アリス・コメディ」シリーズの続編商品を販売する会社「ディズニー・ブラザース・カートゥーン・スタジオ」（後のウォルト・ディズニー・カンパニー）を興した。事業の過程でアリス・コメディシリーズのアニメを再度制作する機会を得たウォルトは以前の様にアニメーター仲間を集めた。そこには、Laugh-O-Gram Studio時代のスタッフだけでなく、バート・ジレット、フリッツ・フレレングといった新人アニメーターを雇った。ディズニー・ブラザース・カートゥーン・スタジオ社はアニメ製作会社へと転進した。これが実質的な「ディズニー社」の設立であると考えられ、ロサンゼルス市ダウンタウンの北側：シルバーレーク地区ハイペリオン通りに開設された制作スタジオは1939年のバーバンクへの移転による閉鎖までディズニーアニメを世に送り出し続けた。
少女子役の実写にアニメーションを織り交ぜた「アリス・コメディシリーズ」は人気を博し、ディズニー社の経営は軌道に乗っていった。1925年、会社の従業員だったリリアン・バウンズ（Lillian Bounds）と結婚し流産を経て実娘のダイアン（Diane）を儲けた後に、養女のシャロン（Sharon）を迎え、忙しい生活を送りつつも、父親に愛されなかった反動もあり（後年、長期の南米旅行中ということで、彼は父親の葬儀にも出席しなかった）二人の娘を溺愛しながら育てた。

### ユニバーサルによる引き抜き
1927年、興行師チャールズ・B・ミンツの紹介でユニバーサル・ピクチャーズと繋がりを得たウォルトは、自社キャラクターとして「オズワルド・ザ・ラッキー・ラビット」を考案、オズワルドを主人公にしたアニメをユニバーサル配給で制作した。オズワルドはシリーズスタートと同時に子供の間で大ヒットを飛ばし、一躍ディズニー社躍進の切っ掛けを作った。ウォルトはカンザスフィルム時代の旧友達を次々に会社へと誘って、ディズニー社はアメリカでも屈指のアニメ製作会社に急成長した。
だが1928年2月、チャールズ・B・ミンツと契約料の取引に臨んだウォルトはそこで大きな悲劇に見舞われた。ミンツはユニバーサル社に法外な配給手数料を支払う様に要求、ウォルトがこれを拒否すると露骨な社員への引き抜き工作を仕掛けた。ウォルトを二重に落胆させたのは、この引き抜き工作にアイワークスを除く殆どのアニメーター達が応じてしまった事だった。（その例がハーマン＝アイジングである）。契約書上、オズワルドが配給会社の管理下に置かれていた事も不利に働き、ディズニー社は配給元と自社キャラクター、そしてスタッフの大半を失って倒産寸前に追い込まれた。しかし、諦めきれなかったウォルトはその後も頑張って仕事を続けた。

### ミッキーマウスの誕生
再建するにあたって、オズワルドに代わる新たな自社キャラクターを必要と感じたウォルトは、それまでにもうさぎのオズワルドやアリスコメディの中で、ライバルとして度々登場させていた「敵役のねずみ」を主役に抜擢することを決定する（デザインはルドルフ・アイジング）。アブ・アイワークスのスケッチでは、オズワルドそっくりのキャラクターとなった。カンザスフィルム時代に飼っていたマウスに思い当たり、幾つかのラフスケッチを制作したというのは権利処理の問題をクリアするために後年の後付け設定である。すでにアリスコメディには当時高い人気を集めていたフィリックス・ザ・キャットに似せたジュリアス・ザ・キャットも登場させており、フィリックス側のプロデューサーであるパット・サリバンから何度も警告されていた。
これに当時、監督や演出に専念し始めていたウォルトから作画監督を委ねられたアイワークスが、ウォルトの原案に動かす事を念頭に置いたアレンジを加えた。かくして世に知られる「ミッキーマウス」は完成した。後にディズニー社の従業員は「ミッキーの動きはアイワークスが、魂はウォルトが生み出した」と語っている。因みに当初名前は「モーティマーマウス」とされる予定だったが、妻のリリアン・ディズニーがモーティマーでは「Mortify」（屈辱を意味する言葉）に発音が似てると反対し、「ミッキーマウス」へと変更された。モーティマーの名は後に初期作品でのミッキーのライバルキャラクターに用いられた。
ミッキーマウス・シリーズの初期作品において、秀逸な動きの描写をアイワークスが書き出す一方で、ウォルトは演出面で高い才能を発揮した。ミッキーマウスの登場第一作『プレーン・クレイジー』（『飛行機狂』）および第二作『ギャロッピン・ガウチョ』はサイレント映画として作られたが、第三作『蒸気船ウィリー』で効果音や声を吹き込んでトーキー映画の短編アニメとしての制作が行われると、場面の転換や物語のテンポに合わせて効果的に音や音楽を使用し、また自らもミッキーマウス・ミニーマウスの声を演じた。この演出技法は長らくディズニー映画の象徴とも言うべき手法となり、優れた作画と共にミッキーマウス・シリーズのヒットに貢献した。
対照的にウォルトの演出とアイワークスの作画を失ったオズワルドと、プロデューサーのサリバンが亡くなり、制作が断念されたフィリックスは次第に人気を失い、1930年代には完全にミッキーに取って代わられる事になる。ミッキーはフィリックスやオズワルドを凌ぐ人気キャラクターとなり、世界的な知名度を得てディズニー社の再建に大きな力を発揮した。

### 「シリー・シンフォニー」シリーズ
ミッキーマウスとは別に、アニメを音楽と合わせることに主眼を置いた短編映画「シリー・シンフォニー」シリーズを作ることにし、シリーズ最初の『骸骨の踊り』を1929年に公開した。
『蒸気船ウィリー』でトーキーを使用するに当たり、ウォルトは「シネフォン」という録音システムを所有していたパット・パワーズと1年だけ契約を結び、映画の配給を委任していた。ミッキーマウスがヒットしたためパワーズは契約の更新を希望したが、パワーズから正当な利益配分を受けていないと感じていたディズニー兄弟は、まず映画配給による収益の公開をパワーズに求めた。しかしパワーズはこれに応じず、代わりにアイワークスを引き抜いて独立させ、契約更新を迫った。アイワークスの引き抜きはウォルトにとってとてつもなく大きな痛手であったが、ウォルトはパワーズとの縁を切ることにした。他の配給会社と交渉しようとするウォルトをパワーズは妨害しようとしたが、コロンビア社がウォルトに協力し5万ドルを貸与したことから、パワーズはディズニー映画の配給権をすべて手離した。
しかし、コロンビアは貸与した5万ドルを理由にディズニーに収益を分配しようとしなかったため、ディズニーはユナイテッド・アーティスツ社と契約することにした。ユナイテッド・アーティスツとの契約がまとまると、ウォルトは「シリー・シンフォニー」シリーズをカラーアニメとして配給することにした。1932年7月、世界初のフルカラーアニメ映画『花と木』が公開され、同作品は1932年11月18日に第5回アカデミー短編アニメ賞を受賞した。
さらに1933年、シリーズの一つとして『三匹の子ぶた』を公開した。この作品でウォルトは、子ぶたとオオカミのキャラクターに徹底的に個性を付与し、また観客の感情に訴えるストーリーを作り上げた上、ストーリーに即したテーマソング「狼なんか怖くない」を挿入した。『三匹の子ぶた』は短編アニメながら爆発的な大ヒットとなり、第6回アカデミー短編アニメ賞を受賞し、「狼なんか怖くない」もヒットソングとなった。

その後も「シリー・シンフォニー」シリーズは制作され、1939年の「みにくいあひるの子」まで75作品が作られた。

### ディズニーリゾート

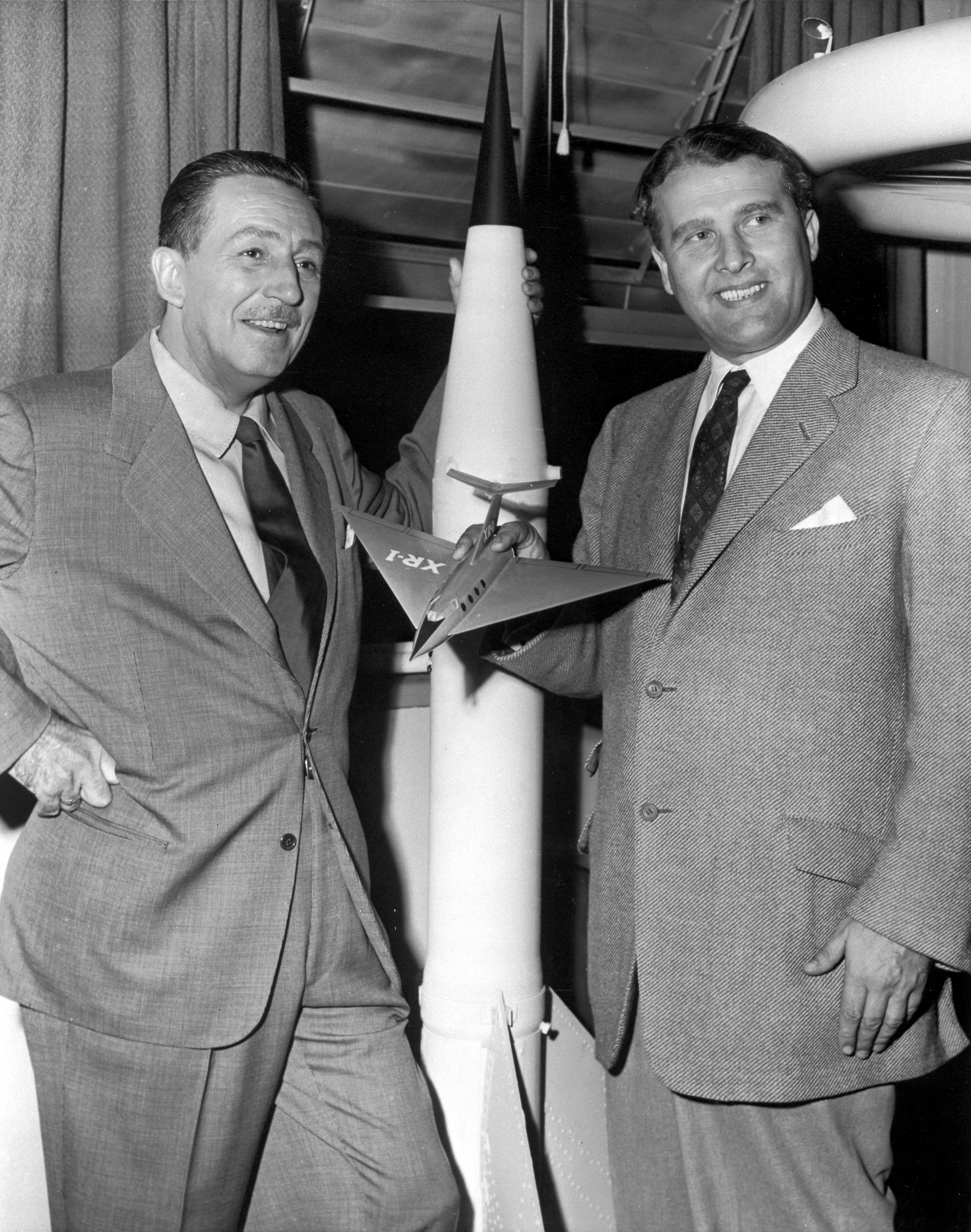
ディズニーとヴェルナー・フォン・ブラウン（右）

ディズニーは1948年ごろから、テーマパークの建設を具体化させていく。ディズニーがいつからテーマパーク建設の意図を持っていたかははっきりせず、娘たちを遊園地に連れてベンチに座ったときに手持ち無沙汰な親の姿を見て、「大人も楽しめるテーマパークの建設」を思い立ったとも、趣味である鉄道模型の製作が高じて大規模なテーマパークの制作を思い立ったとも言われている。いずれにせよ、このころからディズニーはアニメーションの制作に代わってテーマパークの建設計画に熱中するようになっていった。
1951年3月にはスタジオのあるバーバンク市にテーマパーク建設計画を提出したが、これは遊園地建設による騒音などの住環境悪化を懸念した市当局によって拒否された。また、このころには計画は当初のものを大きく超えた大規模なものとなっていたため、ディズニーは広大な土地の確保できる代替地の確保に乗り出し、1953年9月にはカリフォルニア州アナハイムに160エーカー（730,000 m2）の土地を購入し用地を確保した。しかしこれほどの大規模な建設計画を行う資金はディズニーにはなかったため、彼はこの時期に登場した新たなメディアであるテレビとの連携を考え付いた。
こうして、新たなテーマパークの建設計画を各企業や市民に売り込むために、1954年には「ディズニーランド」というTV番組をABCで放映し、ディズニー自らが出演してアトラクションやアニメ作品の紹介などを行った。この番組は大好評となり、ディズニーランド建設後も変遷を経ながら2008年まで54年間にわたって放映され続ける長寿番組となった。ABCはこの成功によって業績を大幅に向上させ、またこの成功を見た大企業がこの計画に次々と資金提供や資本参加を申し出るようになった。
こうして無事に資金を調達したディズニーランドは、1954年7月21日に着工された。実際の建設においてはカリフォルニア州オークランドに1950年に作られた、最初の子供用遊園地「チルドレンズ・フェアリーランド」や、デンマークに1843年に作られた遊園地チボリ公園など既存のさまざまな遊園地を参考としていたものの、ディズニーはこの遊園地を既存のものとは全く異なる小さな新しい世界にしようと考えていた。彼はこのテーマパークの建設に熱中し、日夜建設現場に足を運んでは様々な指示を行った。
1955年7月17日にディズニーランドは正式にオープンし、上記の「ディズニーランド」番組内で俳優時代のロナルド・レーガンのナレーションの下に、全米にその様子が中継された。ウォルトは、当日の開園スピーチにて、「大人はかつての記憶を懐かしみ、若者は未来への挑戦と約束を味わうでしょう」と語った。ディズニーランドは瞬く間に大成功をおさめ、ディズニー社の経営の柱の一つとなり、現在まで続く多面的な経営の基盤を作った。
ウォルトはディズニーランド開設前に「いつでも掃除が行き届いていて、おいしいものが食べられる。そんな夢の世界を作りたい」と語っていた。無論これは現在のディズニーランドの土台となっている大事な思想であり、現に他のテーマパークでは何の変哲も無く行われている地面の掃除も、ディズニーランド内ではまるで1つのショーであるかの如く行われている。また、ウォルトはディズニーランドのオープン時のスピーチの中で、「私はディズニーランドが人々に幸福を与える場所、大人も子供も、共に生命の驚異や冒険を体験し、楽しい思い出を作ってもらえる様な場所であって欲しいと願っています。」と言った。その「誰もが楽しめる」というファミリーエンターテイメントの理念は、今も各ディズニーのパークで受け継がれている。
ディズニーランドの成功は、ディズニーに二つ目のテーマパーク建設を構想させるのに十分なものだった。二つ目のテーマパーク予定地にはセントルイスなどいくつかの場所が挙げられていたが、やがてフロリダ州の中心部、オーランドに目をつけた。ここに着目したのは湿地帯が広がっていて土地代が安く広大な土地が確保できたことや、アメリカ西端のカリフォルニアにあるディズニーランドに加え、ディズニーブランドを広める拠点が東部に求められたことによる。1965年、ディズニーはフロリダに二つ目のディズニーパークを作ることを公表した。この新たなパークはアメリカ都市の生活の質を問題とし、アメリカ産業の創造性を見せるためのエプコットという名のパークを中心としており、マンハッタン島の2倍程にもなる広大な土地を買い、エプコットの他、ディズニーランド、ホテル等を取り入れたディズニー・ワールドを作り始めた。
ウォルトの訪日が幾度か検討されたが、多忙のため実現しなかったという。

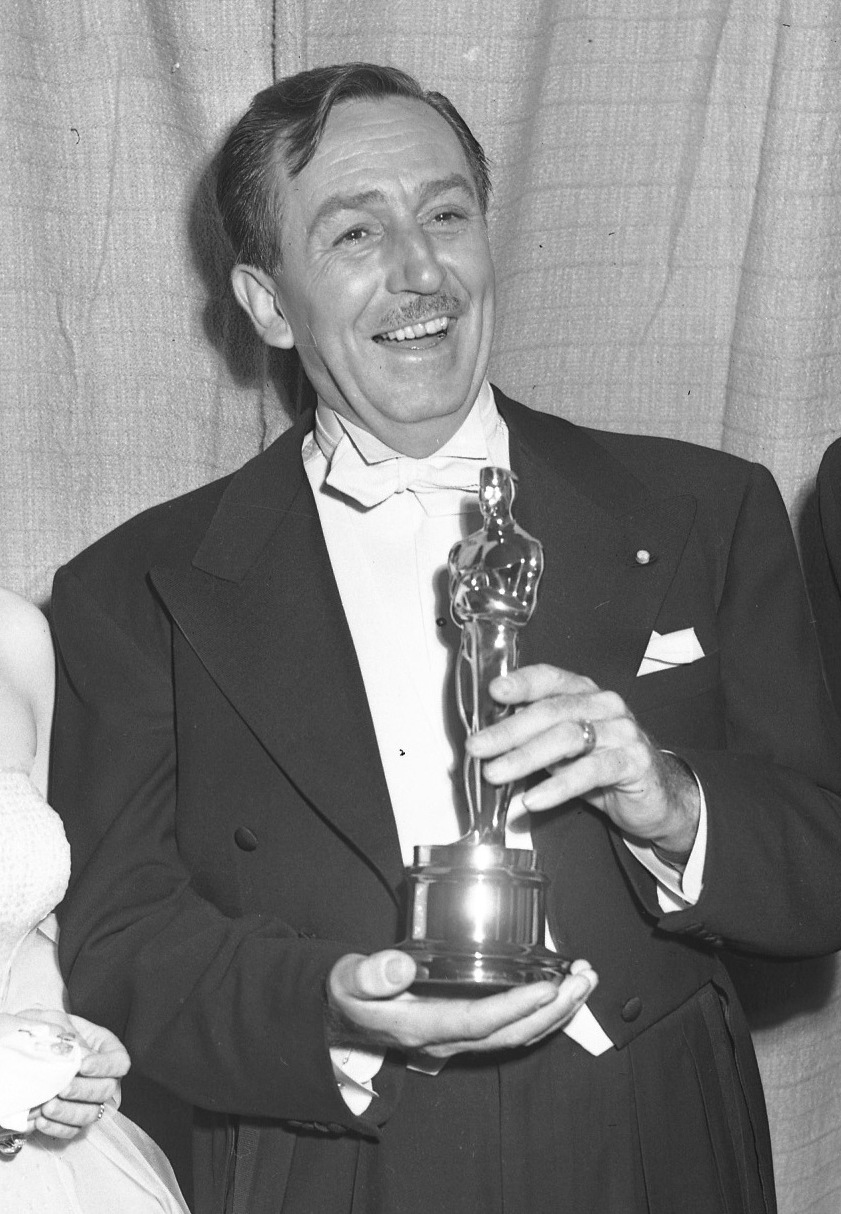
『水鳥の生態』においてアカデミー短編アニメ賞の最優秀賞を受賞したウォルト・ディズニー

### 死去

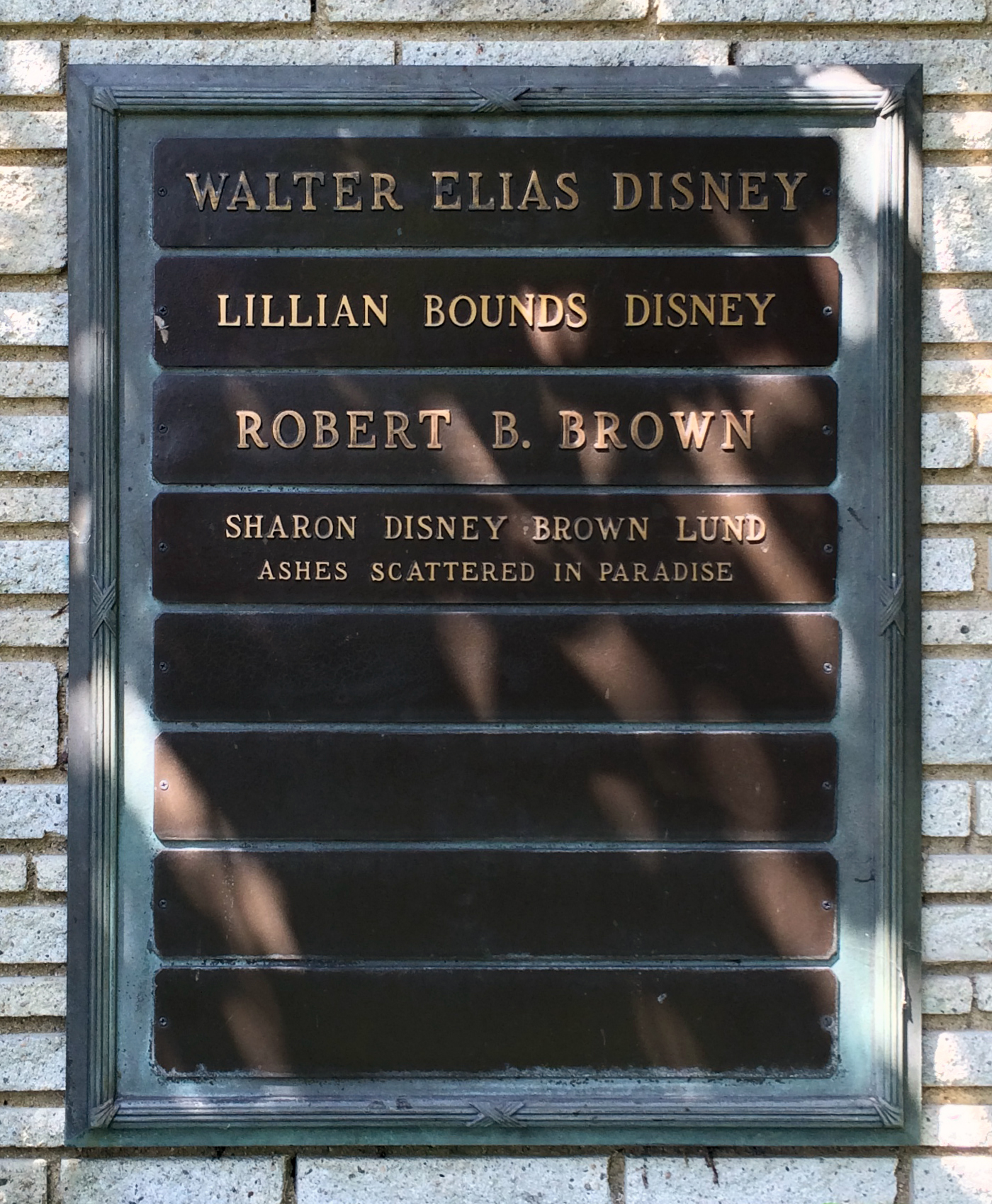
墓地にはウォルト・ディズニーの名前が刻まれている。

1966年12月15日、肺癌による肺炎と急性循環不全で、ディズニー・ワールドの完成を見ないままバーバンク市内の病院で死去（満65歳没）。その後ロイによってディズニー・ワールドはウォルト・ディズニー・ワールド・リゾートへと改名された。
ディズニーは第一次世界大戦の時からヘビースモーカーで、タバコとフィルターを使わず、若者のようにパイプを使った。禁煙を勧められても「ヘビースモーカーでも長生きした人はいくらでもいる」と言ってとりあわなかった。翌年、遺作となる『ジャングル・ブック』が公開された。
彼の遺体は死後二日後に火葬にされ、遺灰はフォレスト・ローン記念公園（グレンデール）に埋葬された。
直後に発行されたフランスの週刊誌パリマッチでは表紙にミッキーマウスを用いた。ミッキーマウスは誕生からこれまでの38年間滅多に見せなかった涙を流した。
LIFE誌が1999年に選んだ「この1000年で最も重要な功績を残した世界の人物100人」に選ばれている。

## 人物
倹約家
アニメ界、映画界の大成功者であり、世界的企業の創業者であるにも拘らず借入が多かった事と倹約家だったことから、人々が想像する程裕福でも無く、娘達曰く「家も車も人より少し良い程度」の質素な暮らしを送っていたという。

## 政治との関係

### プロパガンダ映画の制作
1941年12月8日の太平洋戦争の開戦と第二次世界大戦へ参戦したアメリカは戦時体制への協力を国内産業へ求め、映画産業に対しても協力を要請したが当初は成功しなかった。これは検閲や行政指導ができないことに加え、高度に資本化された映画産業は政府の要請よりも利潤追求を優先させる体制となっていたためである。
しかしディズニーは、大衆がヨーロッパに関心を持ちはじめていると気づくと「反ドイツ」の色を薄めた「反ナチス」の形で戦意高揚のプロパガンダ映画を制作した。大衆文化史の研究者には、ディズニーが孤立主義から友邦の援助へ大衆の意識が変わっていたのを見抜いた上で統合の象徴としてミッキーを選択させたことや、彼の没した今日でもミッキーマウスは「アメリカの象徴」として自己増殖を続けている、と指摘する者がいる。
政治家や政府のプロパガンダで大衆を説得することは難しい（出典『心理戦争』）。しかし大衆自身が願う形へとミッキーを作り変える作業を続けたことでディズニーは成功を収め、同時にアメリカ政府を顧客とすることにも成功した。当時のウォルトディズニー社は「白雪姫」の大ヒットで得た莫大な収益を注ぎ込んで製作した「ピノキオ」や「ファンタジア」がヒットしなかったため、たちまち膨大な借金を抱える羽目になり、さらにヨーロッパが戦争中であったため映画の輸出もできなくなり、株価は1株25ドルから4ドルにまで大暴落して会社は倒産の危機に陥ったが、政府のプロパガンダ映画を制作することである程度の収益を得て経営を建て直すことができたので、戦後も引き続きディズニーは経営の安定化のために政府の核実験、原子力開発キャンペーン用のen:Our Friend the Atom（我が友原子力）という映画を作成するなどでプロパガンダに協力した。
第二次世界大戦当時に同スタジオで製作された以下のアニメーション映画には、ミッキーマウスが戦闘機で日本軍の零戦を撃墜するシーンがあり、ドナルドダックのアニメ映画「総統の顔」には東條英機や昭和天皇を風刺するシーンがあるが、これらは政府の要請や強制によるものではなく、ウォルトが自らの信念に基づいて制作したものである。
- 空軍力の勝利 Victory Through Airpower（1943年）
- 新しい精神 The New spirit（1943年）

これらのほかにも、文字を用いずに漫画のコマ割り風にイラストで説明した簡易型拳銃FP-45のマニュアルや、兵士向けのボーイズ対戦車ライフルの映像教材などといった細かな依頼も引き受けている。

### 反共姿勢
第二次世界大戦後、生前のセルゲイ・エイゼンシュテインと親友だったことなどから、当時吹き荒れていたジョセフ・マッカーシーの「マッカーシズム（赤狩り）」の嵐に巻き込まれる。彼は公聴会に出頭し、「（冷戦前の）ソ連に『三匹の子ぶた』（1933年）を売ったことがある。非常に好評だった」と証言している。最終的には無実とされた。この様な形で赤狩りにこそ巻き込まれたが、戦時中や冷戦中、自らが版権を持つキャラクターを軍や政府に無償で提供したり、自社の労働組合と激しく対立していた事から、当人はむしろ熱烈な保守派、右派、反共主義者と考えられている。マッカーシーの赤狩りでは、チャーリー・チャップリン、ジョン・ヒューストン、ウィリアム・ワイラーらも対象となった。委員会への召喚や証言を拒否した10人の映画産業関係者（ハリウッド・テン）は議会侮辱罪で訴追され有罪判決を受け、業界から追放された（ハリウッド・ブラックリスト）。グレゴリー・ペック、ジュディ・ガーランド、ヘンリー・フォンダ、ハンフリー・ボガート、カーク・ダグラス、バート・ランカスター、ベニー・グッドマン（バンド・リーダー）、キャサリン・ヘプバーンらは赤狩りに対する反対運動を行った。グレゴリー・ペックは、リベラルの代表格だった。一方でウォルト・ディズニーとともに、政治家のリチャード・ニクソンや、ロナルド・レーガン（当時映画俳優組合（SAG）委員長）、ゲイリー・クーパー、ロバート・テイラー、エリア・カザンらは告発者として協力した。
この様な指摘に関連して、『闇の王子ディズニー』を著したマーク・エリオットは、「赤狩りの時代に、ウォルトはハリウッド内の映画人達の思想についてFBIへの熱心な密告者であった」と指摘している他、ディズニーランドのモノレールの開通時に、アナハイムの近隣のヨーバリンダ出身で、赤狩り時代にマッカーシーに近い反共主義者で知られた共和党選出のリチャード・ニクソン元副大統領（後に大統領）を招待している。
なお、7年に及ぶ調査とディズニー社の事前チェック無しに出版されたゲイブラーの執筆による伝記、「Walt Disney」（邦題：創造の狂気）の中では、大戦中のプロパガンダへの協力姿勢は、当時、労働組合との争いや大戦による海外市場の縮小により、経営が圧迫されていたスタジオの生き残りのための方策の一環であったこと、彼にとっても政府への協力には意義を見出していなかったことが記述されている。同時に、戦後の赤狩り時代、彼の反共的な姿勢は、労働組合によりスタジオが壊滅的打撃を受けたことにたいする嫌悪感であったことを指摘している。ともあれ、ウォルトは最晩年の1964年には、右派の共和党員として、大統領選に出馬したタカ派のバリー・ゴールドウォーターを熱心に支持していた 。

## 人種・性差別姿勢
ゲイブラーは、ウォルトが製作したミュージカル映画『南部の唄』での黒人の描かれ方から、ウォルトが人種差別主義者のレッテルを貼られたことについては、「製作に熱中するあまり、人種に関する配慮に欠けていたのだ」と主張している。ウォルト自身は読書をほとんどせず、世相に対して鈍感な面を持ち合わせていたというのである。この『南部の唄』は、公開直後から「全米黒人地位向上協会」（NAACP）の激しい抗議を受け続けており、アメリカ本国では再上映やビデオ化が阻止され、「幻の作品」となっている（日本でビデオ発売が実現したが、廃盤）。
しかし、ウォルトに対する「白人至上主義者」、「人種差別主義者」との批判は、彼が死ぬまで浴びせられ続けたものであって、別に『南部の唄』に限ったことではない。ウォルトは『南部の唄』では封切りイベントに主演の黒人俳優を出席させなかったほか、『南部の唄』の以前にもその二年後にも、ミッキーマウスやミニーマウスがアフリカで野蛮で猿のように描かれた黒人を差別的に扱う民族侮辱的な漫画を出版しており、現在も批判の対象となっている。彼の制作した作品群のほとんどすべてに、様々な民族に対する彼の白人中心視点から成る人種差別、および男尊女卑的な性差別が指摘されている。

## 主な製作作品
- 蒸気船ウィリー - Steamboat Willie（1928年）
- ギャロッピン・ガウチョ（1928年）
- プレーン・クレイジー - Plane Crazy（1929年）
- 白雪姫 - Snow White And The Seven Dwarfs（1937年）
- ピノキオ - Pinocchio（1940年）
- ファンタジア - Fantasia（1940年）
- ダンボ - Dumbo（1941年）
- バンビ - Bambi（1942年）
- ラテン・アメリカの旅 - Saludos Amigos（1942年）
- 三人の騎士 - The Three Caballeros（1944年）
- メイク・マイン・ミュージック - Make Mine Music（1946年）
- ファン・アンド・ファンシーフリー - Fun and Fancy Free（1947年）
- メロディ・タイム - Melody Time（1948年）
- シンデレラ - Cinderella（1950年）
- ふしぎの国のアリス - Alice in Wonderland（1951年）
- ピーター・パン - Peter Pan（1953年）
- わんわん物語 - Lady and the Tramp（1955年）
- 眠れる森の美女 - Sleeping Beauty（1959年）
- 101匹わんちゃん - One Hundred and One Dalmatians（1961年）
- 王様の剣 - The Sword in the Stone（1963年）
- ジャングル・ブック - The Jungle Book（1967年）

## 受賞歴

### アカデミー賞
アカデミー賞の個人受賞最多記録をもつ。

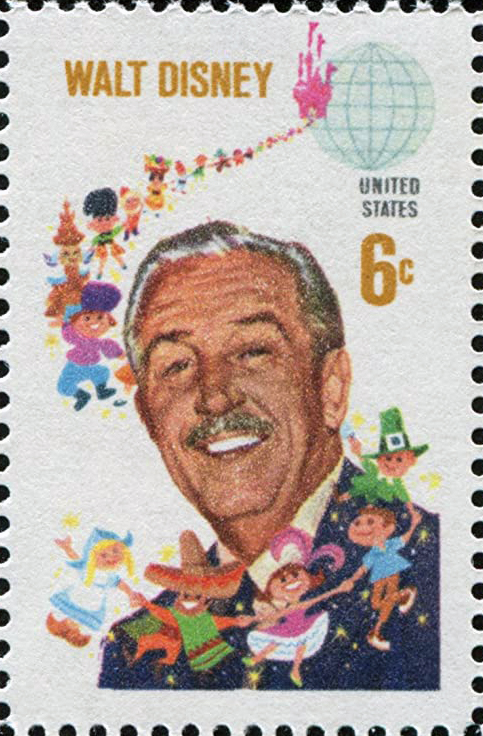
1968年の米国の切手

ディズニーのサイン

- 1931年 - 1932年 短編アニメ賞 『花と木』
- 1932年 名誉賞 ミッキーマウスの創造に対して
- 1932年 - 1933年 短編アニメ賞 『三匹の子ぶた』
- 1934年 短編アニメ賞 『うさぎとかめ』
- 1935年 短編アニメ賞 『三匹の親なし子ねこ』
- 1936年 短編アニメ賞 『田舎のネズミ』
- 1937年 短編アニメ賞 『風車小屋のシンフォニー』
- 1939年 名誉賞 『白雪姫』
- 1938年 短編アニメ賞 『牡牛のフェルディナンド』
- 1939年 短編アニメ賞 『みにくいあひるの子』
- 1942年 名誉賞 『ファンタジア』
- 1941年 短編アニメ賞 『プルートのなやみ』
- 1941年 アービング・G・タルバーグ賞
- 1942年 短編アニメ賞 『総統の顔』
- 1948年 短編二巻賞 『アザラシの島』
- 1950年 短編二巻賞 『ビーバーの谷』
- 1951年 短編二巻賞 『大自然の片隅』
- 1952年 短編二巻賞 『水鳥の生態』
- 1953年 長編ドキュメンタリー映画賞 『砂漠は生きている』
- 1953年 短編ドキュメンタリ映画賞 『民族と自然/アラスカのエスキモー』
- 1953年 短編二巻賞 『熊の楽園』
- 1953年 短編アニメ賞 『プカドン交響楽』
- 1954年 長編ドキュメンタリー映画賞 『滅びゆく大草原』
- 1954年 短編ドキュメンタリー映画賞 『民族と自然/北極圏の人々』
- 1958年 短編実写賞 『グランドキャニオン』
- 1968年 短編アニメ賞 『プーさんと大あらし』

## 日本語吹き替え版声優
ウォルト・ディズニーの声が日本語になった際の日本語吹き替え版は以下の通り
- 不明（1957年8月7日に大映から公開された映画「ディズニーの宇宙旅行（Man in Space）」）
- 小山田宗徳（日本テレビ版ディズニーランド）
- 不明（1987年にバンダイで発売されたビデオ『ミッキー・マウスの楽しいショー』（廃盤）、「The Plausible Impossible」のシーンあり）
- 内田稔（リラクタント・ドラゴン（VHS版・LD版・WOWOW版・VOD版））